# Christal Films
Christal Films est une compagnie canadienne, fondée 2000 par Christian Larouche, principalement de production et de distribution de films canadiens et étrangers, et de disques,.

## Direction
- Président : Christian Larouche
- Vice-président exécutif : Claude Carpentier
- Vice-présidente, Distribution : Joanne Senécal
- Vice-président, Production : Christian Gagné
- Vice-président, Finance : Bertrand Langlois, C.A.
- Directeur des Acquisitions & Développement, Canada anglais : Tony Wosk
- Directeur Programmation, Canada : Sébastien Létourneau
- Directrice des Communications : Julie Armstrong-Boileau
- Directeur Marketing & Evènements : Eric Seguin
- Directrice, Vidéo : Christine Saucerotte
- Directrice, Ventes Télé, Festivals et Ventes Internationales : Marie-Alice Couret
- Directrice des Services graphiques : Danielle Simard
- Christal Musik, Directrice Management et Production : Emmanuelle Héroux
- Directeur artistique, Christal Imagine & Produkt : Steeve Henry

## Description
Christal Films Distribution
Sa filiale, Christal Films Distribution, fondée en 2000, était jusqu'au printemps 2007, distributeur entre autres des films de Lionsgate et de Maple Pictures, pour le territoire canadien. Elle comptait pas moins de 300 films dans son catalogue.
Devant plus de 21 millions de dollars (CAD) à 200 créanciers, elle passe sous la protection de la Loi sur les arrangements avec les créanciers des compagnies entre la mi-mai 2008 et mars 2009. Certains films du catalogue du distributeur sont vendus à la compagnie Séville, dont C'est pas moi, je le jure!  de Philippe Falardeau et Cadavres d'Érik Canuel. Par la suite, Christal Films Distribution cesse ses activités de distribution.
En mai 2009, Christian Larouche reprend ses activités à la tête d'une nouvelle compagnie, Les Films Christal, filiale d'Entertainment One, déjà propriétaire de Séville Films.
Christal Films International
Christal Films International créé en 1996, est une division de Christal Films Distribution, qui œuvre dans la distribution de films canadien et étrangers.
Christal Films Production
Créé en mai 2008, développe et finance des films, des documentaires et des télé-séries.
Christal Musik
Créé en décembre 2007, produit et distribue des bandes sonores de films et des œuvres d'artistes.
Christal Imagine & Produkt
Fait la conception et la gestion d'événements pour les entreprises.
Locatrak
Fait la distribution de films pour la location (DVD - VOD).